# Wilfred Lucas
Wilfred Lucas (Norfolk County, 30 januari 1871 – Los Angeles, 13 december 1940) was een in Canada geboren Amerikaans filmacteur, regisseur en scenarioschrijver.
Lucas werd geboren als geboren Wilfred Van Norman Lucas en was de jongste van drie zonen van Daniel Lucas en E. Adaline Reynolds.

## Carrière
Lucas begon zijn carrière als baritonzanger bij kerkdiensten en kleine gelegenheden. Na verloop van tijd verwierf hij bekendheid en trad hij op in opera's door Amerika en daarbuiten. Hierop besloot hij te emigreren naar de Verenigde Staten. Zijn debuut op Broadway volgde in 1904 in het Savoy Theater.
In 1908 speelde Lucas in de filmserieThe Greaser's Gauntlet, waarbij hij in meer dan 50 afleveringen van ongeveer 17 minuten te zien was. In 1910 schreef hij zijn eerste scenario, dat voor Sunshine Sue van regisseur D.W. Griffith. Vanaf 1912 begon Lucas ook films samen met Griffith te regisseren (An Outcast Among Outcasts).
Wat veel van zijn collega's niet lukte, lukte Lucas wel: een succesvolle overstap van de stomme naar de geluidsfilm. Hij verscheen naderhand onder andere in Pardon Us met Laurel en Hardy en Modern Times met Charlie Chaplin.

## Gedeeltelijke filmografie
- The Greaser's Gauntlet (1908)
- The Girl and the Outlaw (1908)
- Ingomar, the Barbarian (1908)
- The Vaquero's Vow (1908)
- The Honor of Thieves (1909)
- The Girl and Her Trust (1912)
- The Sands of Dee (1912)
- The Spanish Jade (1915)
- Acquitted (1916)
- The Wood Nymph (1916)
- Hell-to-Pay Austin (1916)
- Her Excellency, the Governor (1917)
- A Woman of Pleasure (1919)
- The Kentucky Derby (1922)
- The Girl of the Golden West (1923)
- Innocence (1923)
- Cornered (1924)
- Daughters of Pleasure (1924)
- Easy Money (1925)
- A Broadway Butterfly (1925)
- How Baxter Butted In (1925)
- Those Who Dance (1930)
- Hello Sister (1930)
- Cock o' the Walk (1930)
- Pardon Us (1931)
- Day of Reckoning (1933)
- The Moth (1934)
- Chatterbox (1936)
- Modern Times (1936)
- Criminal Lawyer (1937)
- Racketeers in Exile (1937)
- A Chump at Oxford (1940)

- Biblioteca Nacional de España: XX5373445
- Bibliothèque nationale de France: cb14200853v (data)
- Gemeinsame Normdatei: 141832304
- International Standard Name Identifier: 0000 0000 8376 3337
- Library of Congress Control Number: n87896267
- Nationale Bibliotheek van Tsjechië: xx0182256
- Virtual International Authority File: 42051209
- WorldCat: E39PBJfCC9RpJYTYwy3Hg7JdQq